# Ganglionski tip nikotinskog receptora
Ganglionski tip nikotinskog receptora je tip nikotinskog acetilholinskog receptora koji se sastoji od podjedinične kombinacije (α3)2(β4)3. On je lociran u autonomnim ganglijama, gde njegova aktivacija proizvodi EPSP, uglavnom putem povišenja permeabilnosti jona + i K+. 

## Ligandi

### Agonisti
- Acetilholin
- Holin
- Karbakol
- Nikotin
- Epibatidin
- Dimetilfenilpiperazinijum
- Lobelin[2]

### Antagonisti
- α-Bungarotoksin[3]
- Mekamilamin
- Trimetafan
- 18-Metoksikoronaridin
- Bupropion
- Dekstrometorfan
- Metadon